# Bersuit (álbum)
Bersuit,  es un álbum recopilatorio, perteneciente a la banda de rock argentina, Bersuit Vergarabat, lanzado en 2006.  El álbum incluye también un DVD en vivo de la gira  La argentinidad al palo,  que cuenta principalmente  canciones del álbum del mismo nombre. Este  concierto fue grabado en  Mendoza, Argentina.

## Lista de canciones

### CD
1. Se viene (Cordera, Verenzuela) – 03:25
2. Yo tomo (Righi, Verenzuela, Cordera, Cépedes, Subirá, Martín) – 03:32
3. La soledad (Cordera, Suárez, Sbarbatti) – 04:23
4. Sr. Cobranza (De la Vega) – 04:19
5. La bolsa (Subirá, Cordera, Martín, Céspedes, Righi, Verenzuela) – 03:32
6. El viejo de arriba (Subirá) – 03:26
7. Esperando el impacto (Righi) – 03:36
8. La argentinidad al palo (Cordera, Righi, Subirá, Céspedes, Martín) – 05:29
9. Desconexión sideral (Subirá) – 04:51
10. C.S.M. (Subirá, Céspedes) – 02:40
11. Perro amor explota (Cordera, Martín) – 04:28
12. Mi caramelo (Cordera) – 03:29
13. Murguita del sur (Cordera) – 05:03
14. El tiempo no para (Cazuza-Brandao. Adaptación por Cordera y Martín) – 05:21
15. Un pacto (Cordera) – 04:55

### DVD
1. La soledad – 04:44
2. El baile de la gambeta – 04:07
3. Va por Chapultepec – 04:05
4. Porno star – 03:55
5. Canción de Juan – 06:18
6. No seas parca – 04:33
7. Convalencia en Valencia – 05:15
8. Ojo Por Ojojo – 05:32
9. Otra sudestada – 06:31
10. Ades tiempo – 04:14
11. Mariscal Tito – 05:02
12. Fisurar – 04:09
13. Coger no es amor – 05:48
14. Murga de la limousine (con Los Auténticos Decadentes) – 02:56
15. La argentinidad al palo  (con Andrés Calamaro) – 05:29
16. El viento trae una copla – 08:21
17. Al olor del hogar – 03:17
18. Negra murguera – 05:50
19. Shit Shit, Money Money – 05:11